# Compagnia di Santa Maria della Croce al Tempio

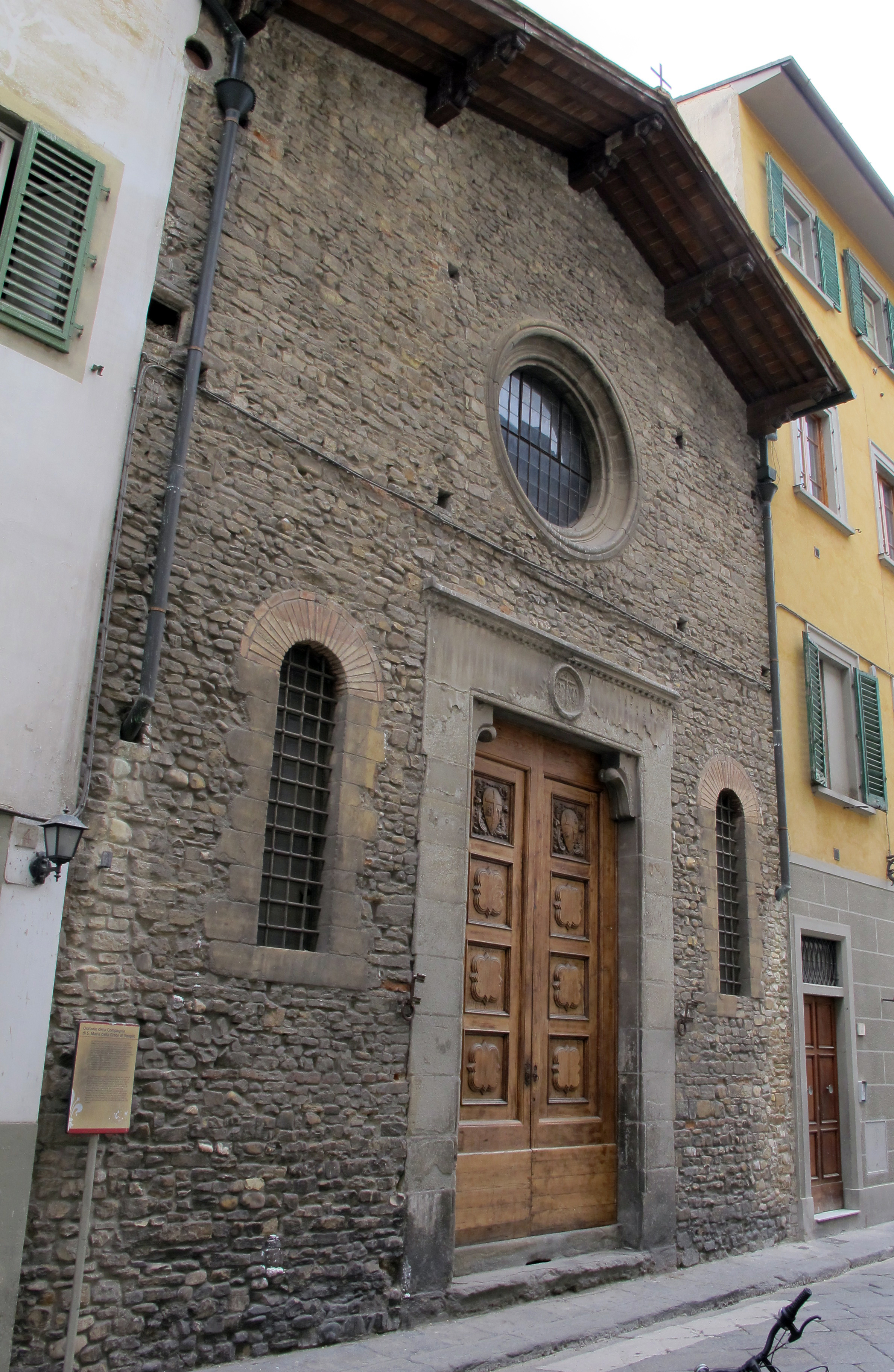
L'oratorio di Santa Maria Vergine della Croce al Tempio

La Compagnia di Santa Maria della Croce al Tempio è una confraternita di Firenze. Nata nel 1343 e soppressa nel 1785, è rinata nel 1912 e tuttora esistente. Detta anche Compagnia del Tempio, dei Neri, dei Battuti Neri o dei Buonomini delle Stinche (dal nome di alcuni sottogruppi interni ad essa), fu una delle più note confraternite cittadine, che aveva tra i suoi compiti quello di assistere i condannati a morte nelle loro ultime ore di vita.

## Storia
La Compagnia della Croce al Tempio nacque il 25 marzo del 1347, quando alcuni giovinetti del Popolo di San Simone istituzionalizzarono la loro usanza di radunarsi, fin dal 1343, presso un tabernacolo all'angolo tra via dei Macci e l'attuale via San Giuseppe (oggi non più esistente), per cantare le laudi a un'immagine della Madonna del Giglio ivi raffigurata.
Il sodalizio raccolse presto un notevole numero di iscritti, tra giovani e adulti, iniziando a riunirsi nei sotterranei di Santa Croce e nel 1355 si dotò dei primi Capitoli, in cui vennero indicati alcuni nuovi scopi caritatevoli, tra cui la costituzione di un ospedale per i pellegrini, la visita regolare e il conforto materiale ai carcerati alle Stinche, l'aiuto alle partorienti e il conforto ai condannati a morte, che normalmente transitavano nella loro zona nel loro ultimo viaggio verso i patiboli fuori le mura.
I confratelli si accordarono per tassarsi e mettere da parte 4 denari ogni settimana per erigere un proprio oratorio in cui i condannati potessero pregare e chiedere perdono per l'ultima volta prima che si eseguisse la sentenza e dove potessero essere sepolti dopo la sentenza, ottenendo nel 1361 un terreno da parte della Repubblica fuori la scomparsa "Porta San Francesco" o "Porta della Giustizia", nei pressi dell'attuale piazza Piave, dove erano i Prati della Giustizia in cui si eseguivano le esecuzioni capitali. Lì, o comunque in una zona limitrofa al raggio d'azione della Compagnia, doveva esistere già una mansione dei cavalieri Templari dotata di uno spedale per i pellegrini, che finì per dare il nome alla nuova chiesetta al Tempio e alla confraternita stessa. Come già accennato, essi inoltre presero in gestione un ospedale detto di "Santa Maria della Croce" in via dei Malcontenti (attuale via San Giuseppe 12-14), che esisteva almeno dal 1332 quando era diretto da un certo sor Giovanni, e che era dotato di un oratorio che dovette diventare presto la sede principale della Compagnia, tuttora esistente.
La struttura organizzativa della Compagnia si modificò molto nel corso del tempo dato che le opere pie aumentavano sia in diversificazione sia in attività sul campo e necessitando quindi di nuovi elementi questo ha portato a modifiche successive dello Statuto. Le prime risalgono al 27 gennaio 1442, poi al 26 ottobre 1488 e al 20 gennaio del 1572, quando ad opera del granduca Cosimo I furono eletti dei riformatori.
All'interno della Compagnia andarono definendosi dei sottogruppi, dotati di una relativa autonomia, dovuti alla ripartizione dei compiti per lo svolgimento delle opere pie. Essi erano essenzialmente:
- i quattro "Buonomini delle Stinche", che assistevano i carcerati, fornendo anche l'aiuto materiale al loro sostentamento, che all'epoca dipendeva unicamente dai familiari e dalle elemosine;
- i "Neri" o "Battuti Neri"[4], che accompagnavano i condannati a morte nel loro ultimo viaggio, offrendo loro il conforto religioso; il nome deriva dall'uso dell'abito nero incappucciato.
- lo Spedalingo e i deputati alla gestione dell'ospedale.

Dal 1530 al 1565 la confraternita divise la propria sede con la Compagnia di San Niccolò del Ceppo, rimasta in quegli anni senza sede.

### I Battuti Neri

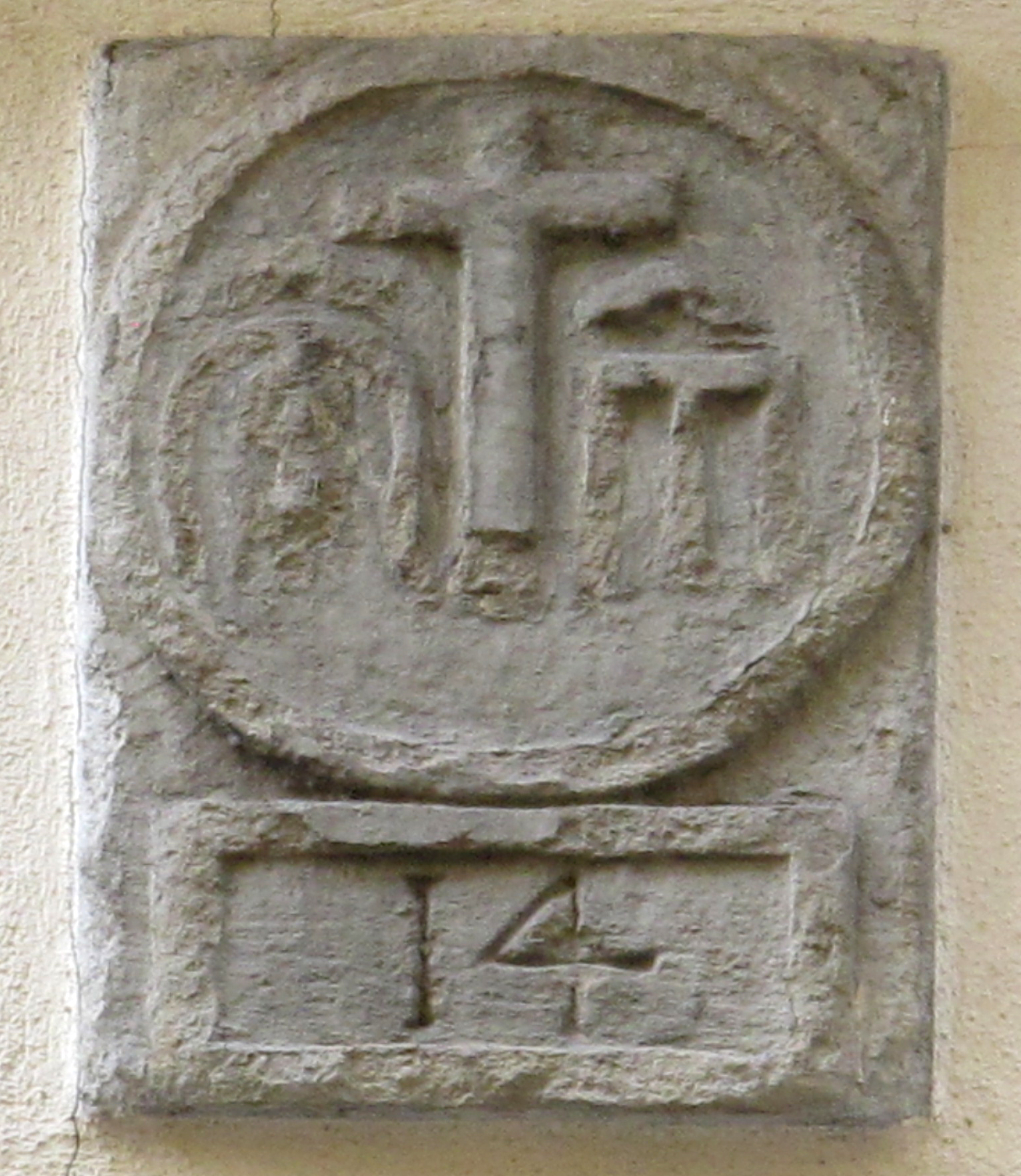
Stemma della Compagnia in borgo La Croce 4

I "Battuti Neri" erano dunque coloro che si occupavano del conforto spirituale e religioso dei condannati a morte. Si caratterizzavano per l'uso di abiti neri e per un cappuccio, anch'esso nero, calato sulla testa con lo scopo di celare la loro identità, chiamato la buffa. Durante le processioni si battevano con una tavoluccia in segno di penitenza, da cui l'appellativo di "battuti".
Il 28 aprile 1356 la Compagnia de' Neri per la prima volta vegliò per tutta la notte e seppellì dopo l'esecuzione un giustiziato. Dal 1368 tenne un registro dei condannati a morte assistiti. Nel 1408 essi erano dodici, raddoppiati poi a ventiquattro nel 1423 e a cinquanta nel 1450, a testimoniare quanto fosse richiesta la loro opera. Il registro tenuto della Compagnia si danneggiò per l'alluvione di Firenze del 1557, si riuscì però a farne una copia, grazie alla quale oggi si conoscono molti dettagli riguardo alle condanne di molti personaggi celebri e non.
Il 27 gennaio del 1442 il sottogruppo dei Neri venne ufficializzato negli statuti, riformati poi il 26 ottobre del 1488 e in via definitiva il 20 gennaio del 1572 da Cosimo I. Nel 1558 La Compagnia de' Neri fu gemellata a quella della Misericordia di Roma che si occupava degli stessi compiti.
Da considerare che all'epoca la giustizia negava ai condannati ogni benevolenza ed anche ogni tipo di sacramento, non solo in vita ma anche nella morte privandoli anche di una degna sepoltura in terra consacrata, i corpi venivano gettati semplicemente in fosse comuni se non ceduti per ricerca scientifica. Per la Compagnia questa mancanza dei sacramenti che riconducessero il reo al pentimento in grazia di Dio erano intollerabili e il loro impegno aveva lo scopo quindi di rendere le ultime ore del condannato meno dure e di riavvicinarlo a Dio.
Il servizio de' Neri cominciava quando il Magistrato degli Otto condannava a morte un prigioniero. La sentenza veniva inviata al luogo di detenzione che poteva essere il Bargello o anche il carcere delle Stinche ed anche alla Compagnia de' Neri. Un servo, ricevuto l'avviso, andava di negozio in negozio e casa per casa ad avvertire i confratelli dell'imminente suplizio, ed essi, dopo la vestizione, si riunivano presso la cappella del Bargello dove era condotto il reo. Erano loro a comunicargli sia la sentenza di morte sia il metodo per giustiziarlo. Per tutta la notte lo confortavano facendo dei turni di un'ora, lo invitavano al pentimento e alla confessione.
Le sentenze venivano normalmente eseguite il giorno seguente, sia al Bargello, di solito con il taglio della testa, sia ai Prati della Giustizia, di solito per impiccagione, ma anche per le piazze o strade di Firenze. Un'ora prima dell'esecuzione il suono della campana Montanina del Bargello avvertiva i fiorentini.
Se la sentenza era eseguita fuori delle mura, i Neri accompagnavano il condannato sino al patibolo. Si formava una processione formata dagli sbirri e dai Neri seguiti dalla popolazione e il condannato veniva accompagnato al luogo del supplizio; i confratelli durante il percorso recitavano i salmi. La processione seguiva un percorso per lo più fisso nel tempo, passando da via dei Leoni, via de' Neri, piazza San Remigio, via de' Magalotti, borgo dei Greci, piazza Santa Croce, via dei Malcontenti. Si soffermava davanti ai vari tabernacoli e l'ultima sosta era alla chiesetta al Tempio, fuori dalle mura, dove i rei ricevevano gli ultimi sacramenti per poi essere condotti innanzi al patibolo dove i Neri chiedevano suppliche per l'anima del condannato.
Terminata l'esecuzione i Neri seppellivano i giustiziati nel terreno vicino alla loro chiesetta fuori le mura.
Da ricordare che fra i loro assistiti ci fu anche il Savonarola che nel 1498 rinchiuso nella torre di Arnolfo in Palazzo Vecchio fu confortato da Jacopo Niccolini facente parte dei Neri.

### Membri illustri e sostenitori

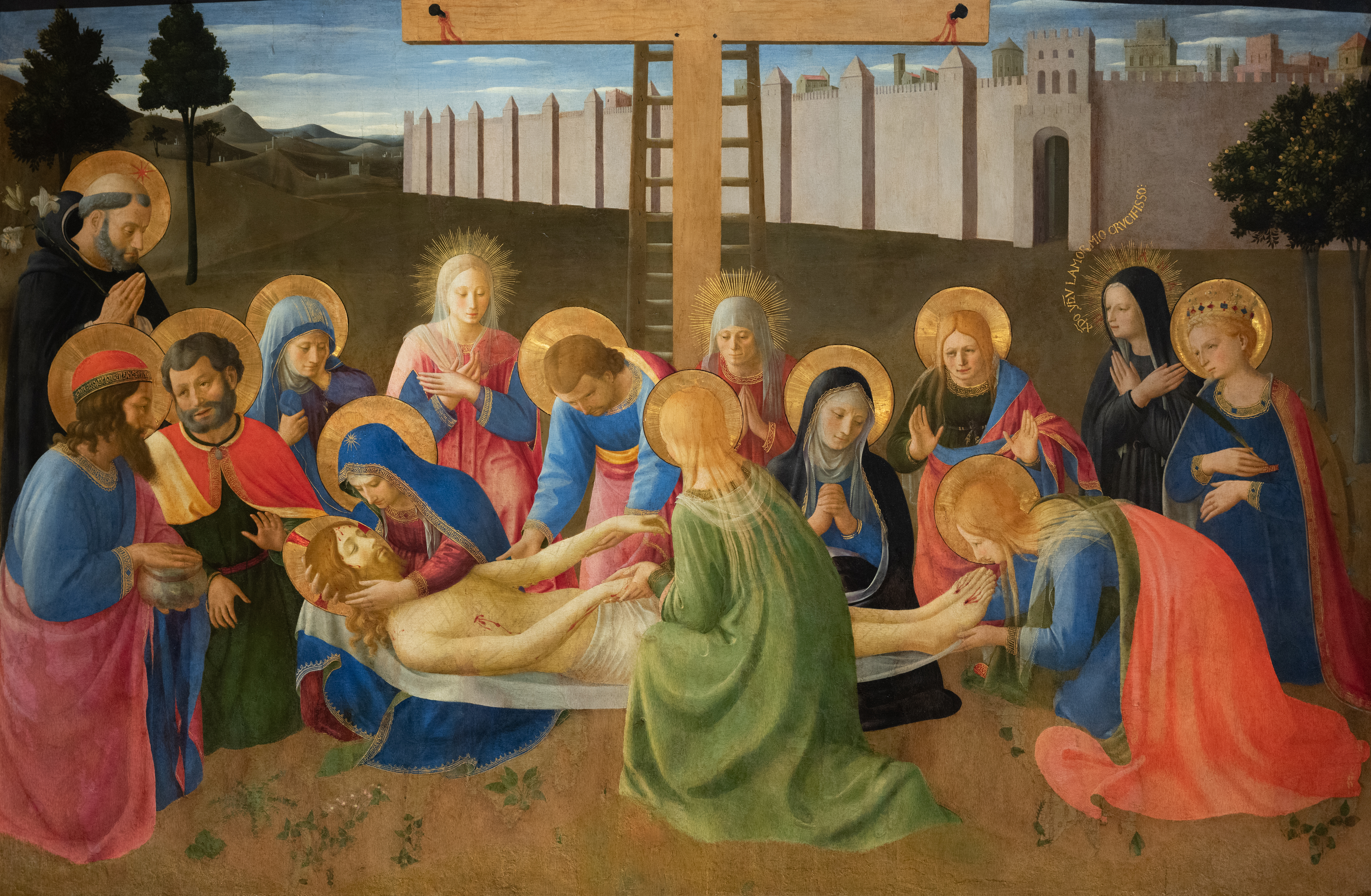
Il Compianto della Croce al Tempio, dipinto per la Compagnia dal Beato Angelico

Nel corso del tempo molte persone si sono avvicinate alla Compagnia di Santa Maria della Croce al Tempio e tanti ne hanno fatto parte. Alcuni personaggi sono famosi nella storia, tra i quali:
- Lorenzo il Magnifico
- Luca della Robbia
- Vari personaggi della famiglia Niccolini
- Ippolito Galantini
- Papa Eugenio IV, che concesse venticinque anni e venticinque quarantene di indulgenze, confermate poi da Clemente VII
- Lorenzo Lippi
- Michelangelo Buonarroti il Giovane

Paolo III concesse loro che nel giorno della decapitazione del Battista (24 agosto) la Compagnia potesse salvare dalla morte un condannato e Giulio III proclamò che la liberazione avvenisse senza sostenere spesa alcuna. Paolo IV concesse indulgenza plenaria nel giorno che i confratelli entravano nella Compagnia e in articulo mortis, invocando il nome di Dio.
Innocenzo VI concesse vari privilegi alla Compagnia, fra cui quello di poter seppellire i giustiziati nelle chiese della Compagnia, un'indulgenza verso i confratelli che nelle cause di Roma non potessero essere convocati se non dall'Auditorio Generale ed inoltre che i condannati a morte potessero lasciare erede dei loro beni la Compagnia stessa senza pregiudizio del fisco ed erano sufficienti due testimoni che lo certificassero, benefici confermati poi da Leone XI.
Molte altre concessioni furono fatte da cardinali e dalla Repubblica, ne è testimonianza anche la lapide esposta fuori della Porta alla Croce.

### Chiusura e rinascita
La Compagnia fu soppressa da Pietro Leopoldo di Toscana nel 1785, nell'ambito della riforma della vita religiosa del granducato. Egli stava inoltre stava progettando l'abolizione della pena di morte influenzato non poco dalle letture e dagli studi di Cesare Beccaria, abolizione che avvenne il 30 novembre del 1786 sancita con il Codice Leopoldino. Nella realtà delle cose la pena di morte fu reintrodotta dallo stesso Leopoldo I nel 1790 per alcuni crimini eccezionali. Data la chiusura della Compagnia di Santa Maria della Croce al Tempio il compito di conforto e inumazione dei cadaveri fu affidato alla Confraternita di Santa Maria della Misericordia.
La sede di Borgo la Croce e di via dei Malcontenti furono ridotta a civili abitazioni, nelle quali non sopravvissero tracce delle antiche strutture fatta eccezione per qualche stemma e poco più. L'unica eccezione fu l'oratorio di via San Giuseppe, sebbene abbandonato e in disfacimento, che passò di mano per un breve periodo ad una Compagnia detta di San Carlo e poi in seguito usato come asilo mortuario per la parrocchia di San Giuseppe e alla fine definitivamente abbandonato.
Nel 1911 monsignor Luigi D'Indico, parroco di San Giuseppe, cominciò dei lavori di ristrutturazione ingaggiando l'architetto Giuseppe Castellucci, conclusi già nel 1912.
La Compagnia fu poi rifondata il 1º gennaio 1912, con autorizzazione del cardinale Alfonso Maria Mistrangelo, e si occupava di opoere di carità e del trasporto dei defunti della parrocchia di San Giuseppe; attiva fino a circa gli anni cinquanta, oggi esiste praticamente solo sulla carta.

## Sedi
- Chiesetta del Tempio
- Oratorio di Santa Maria Vergine della Croce al Tempio
- Ospedale di Santa Maria della Croce al Tempio
- Spedale di San Niccolò degli Aliotti

La Compagnia inoltre aveva stemmi e altari nella chiesa dei Santi Simone e Giuda (nel sepolcreto), in Santa Maria Novella (dove teneva un altare e ogni ultima domenica di gennaio andava a fare offerta alla beata Villana) e in San Firenze.
Stemmi su case appartenute alla Compagnia si trovano in Borgo La Croce 4, in Via de' Macci 2 (due stemmi), 4, 6 e 8, in via de' Magalotti 2, in via de' Neri 1, in via Palazzuolo 67, in via San Giuseppe 10. Tre inoltre si trovano nel lapidario del  Museo nazionale di San Marco, pèrovenienti dalle demolizioni ottocentesche del centro storico.

## Stemma

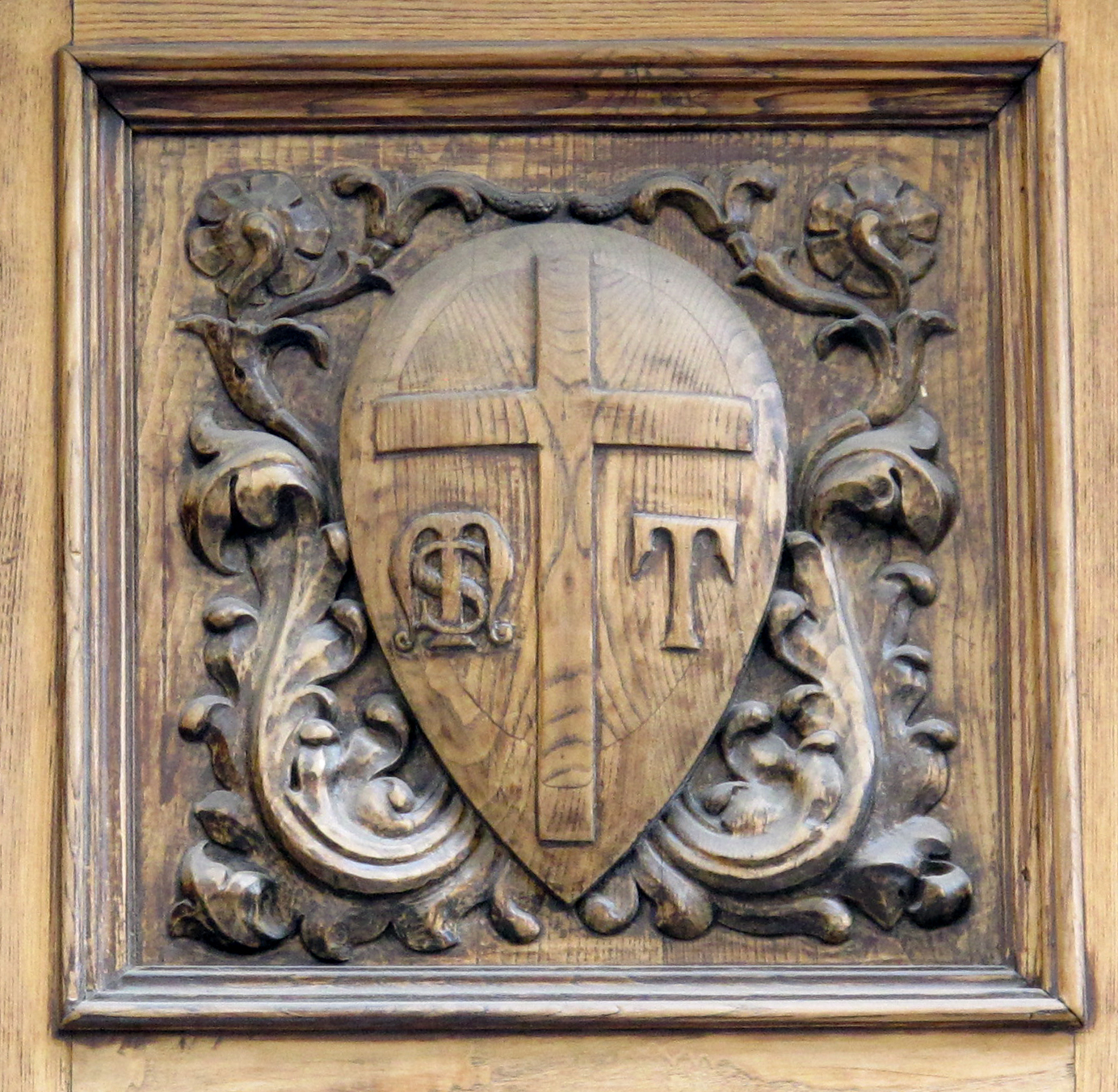
Lo stemma della Compagnia sul portone dell'oratorio

Lo stemma della compagnia era, secondo il Migliore di Vanni, una croce rossa in campo argento con una S e una M da un lato e la T dall'altro. Questo stemma è ancora presente nell'architrave del portone dell'oratorio e anche se consunto dal tempo e privato dei colori originali si riconosce la croce centrale tipica T templare e le lettere che alla sinistra della croce sono SM intrecciate e alla destra T.
Due stemmi intagliati sono presenti anche sul portone in legno dell'oratorio, nei due lobi superiori. In quello di sinistra è rappresentato lo stemma della Compagnia, mentre quello di destra è inquartato con torre e stella, non identificato.